# Герардс, Маркус (старший)
Маркус Герардс, или Герартс, Старший (нидерл. Marcus Gerards, Marcus Gheeraerts der Ältere; * ок. 1520/1521, Брюгге — между 1586 и 1604, Лондон) — фламандский (южно-нидерландский) художник: рисовальщик и гравёр, мастер офорта, книжный Иллюстрирование иллюстратор эпохи Северного Возрождения. Отец живописца Маркуса Герардса Младшего.

## Жизнь и творчество
Маркус Герардс Старший родился в Брюгге, Фландрия, в семье Эгберта Герардса и Антонины Вандер Верде. Эгберт Герардс был художником, который переехал из неизвестного места в Брюгге. Некоторые ученые полагают, что отчество Герардса указывает на то, что он, вероятно, приехал из Северных Нидерландов. С другой стороны, его жена Антонина была уроженкой Брюгге. Эгберт стал мастером Гильдия Святого Луки Гильдии Святого Луки в Брюгге 20 января 1516 года.
Вскоре после смерти мужа мать Маркуса снова вышла замуж за Саймона Питерса, который также был художником и, вероятно, уроженцем Северных Нидерландов. У супругов было шестеро детей, с которыми воспитывался Маркус. Это объясняет, почему его иногда называли Маркусом Питерсом. После смерти отчима Саймона Питерса в начале 1557 года Маркус Герардс стал опекуном своих единокровных братьев и сестёр. Мать Маркуса умерла 8 августа 1580 года.

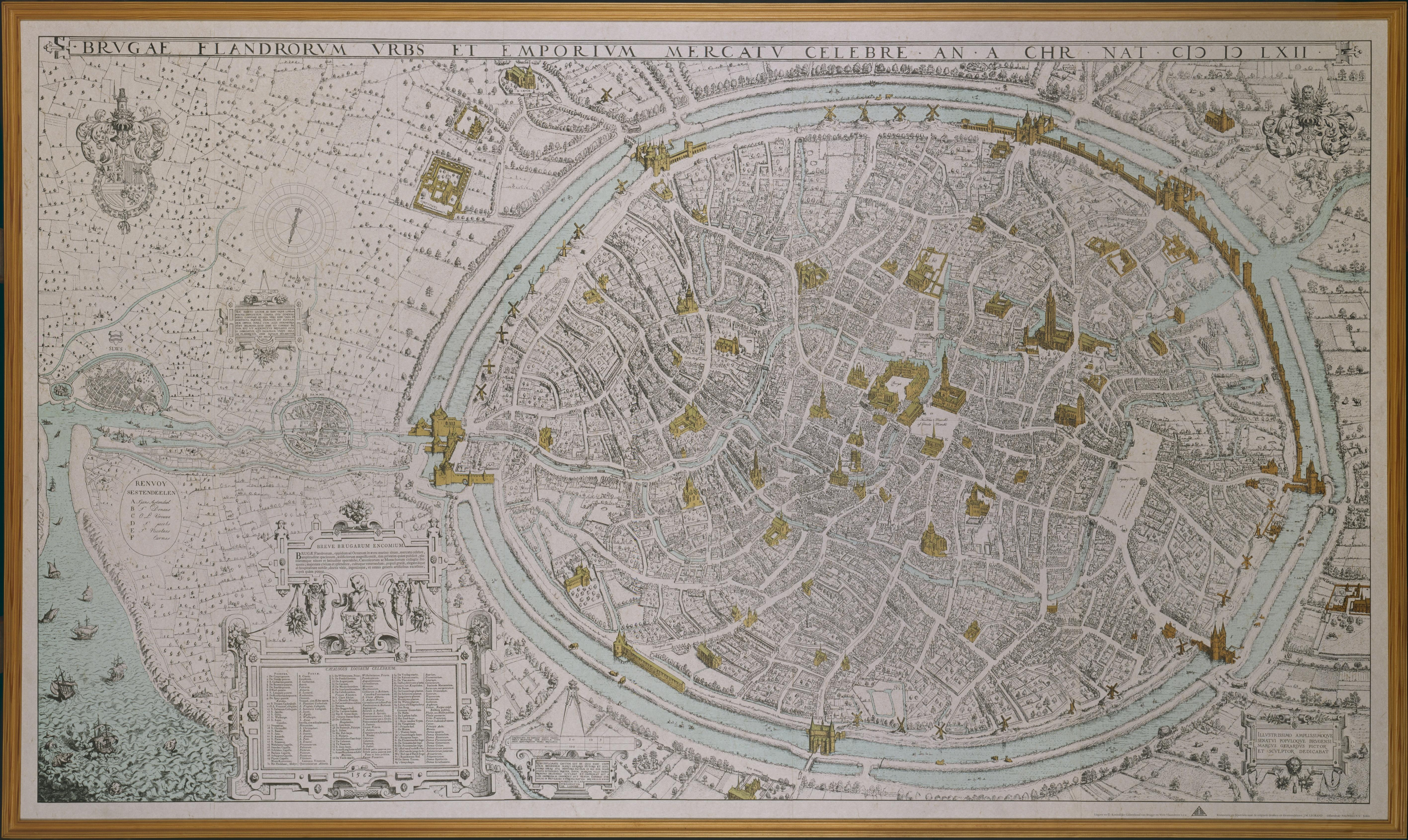
Карта Брюгге. 1562. Офорт, раскраска

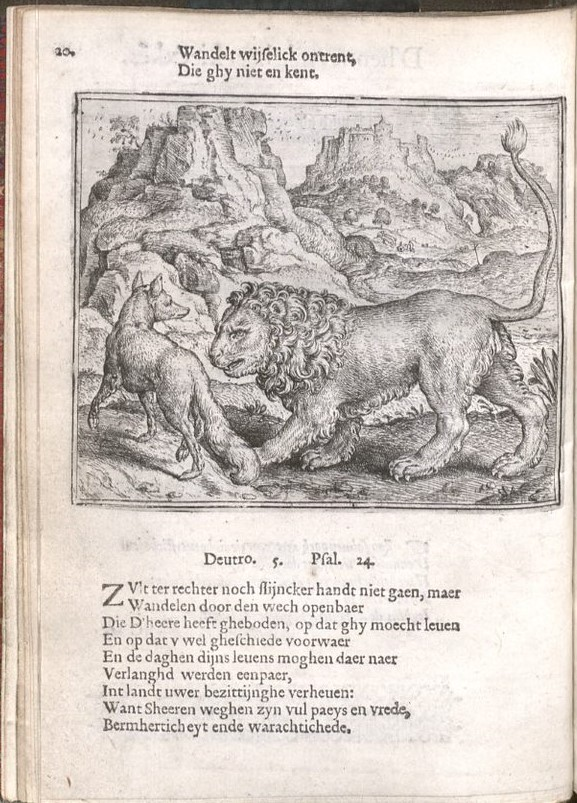
Лев и лисица. Издание «Сказочные звери». 1567. Офорт Г. Маркуса Старшего

Историки искусства полагают, что Герарадс Маркус Младший начал свое обучение у Саймона Питерса, а затем работал в мастерской своего опекуна Альберта Корнелиса. Предполагается, что у него могли быть и другие учителя, но сведений о них нет. Вероятно, он обучался за пределами Брюгге, чтобы освоить ремесло гравёра, которое не практиковалось в Брюгге. Высказывается также предположение о влиянии на его раннее творчество Ханса Мемлинга.
3 июня 1558 года Маркус Герардс женился на Иоганне Струве. У супругов было трое детей, двое из которых известны по имени, сын, позже названный Маркусом Младшим, и дочь по имени Эстер. Третий ребёнок умер в молодом возрасте и был похоронен в 1561 году.
Герартс активно работал в качестве живописца, офортиста и рисовальщика-декоратора и орнаменталиста. 10 сентября 1559 года ему было поручено разработать проекты гробниц Марии Бургундской и герцога Бургундии Карла Смелого в церкви Богоматери в Брюгге.
В 1561 году Герардсу было поручено сделать гравюру, изображающую карту его родного города. Он завершил работу за один год. Карта Брюгге Маркуса (на десяти пластинах общим размером 100 x 177 см) является одним из самых ранних примеров оригинального совмещения планиметрии с изометрическими отображениями наиболее известных зданий.
Именно в этот период Герартс, скорее всего, написал «Христа Триумфатора» (коллекция музея Мемлинга в Старом госпитале Святого Иоанна в Брюгге).
В 1567 году Герардс Маркус создал графические иллюстрации к собранию басен и притч Эзопа. Герартс вступил в кальвинистскую общину Брюгге. Однако в следующем году, как и другие художники-протестанты, во время религиозных преследований после введения в Южные Нидерланды испанских войск герцога де Альба, Герардс Маркус вместе с сыном бежал из Нидерландов в Англию. Его жена была католичкой и осталась дома, и, как полагают, умерла несколько лет спустя. Записано, что отец и сын жили с голландским слугой в лондонском приходе Святой Марии (St Mary Abchurch) в 1568 году. 9 сентября 1571 года старший Герартс снова женился. Его новой женой стала Сюзанна де Критц, член семьи, изгнанной из Антверпена.
В 1577 году Маркус Герардс Старший возвратился в Нидерланды, желая продолжить работу на родине. Жил и работал в Антверпене, был зарегистрирован в качестве мастера в Гильдии Святого Луки. Его сын, Маркус Герардс Младший, остался в Англии.
В настоящее время сложно найти картины, однозначно созданные рукой М. Герардса Старшего, так как он не подписывал свои произведения. Особенных успехов мастер достиг в искусстве гравюры: ксилографии (обрезной гравюры по дереву), и, в особенности, — резцовой по меди.
Одна из дочерей мастера вышла замуж за английского художника-миниатюриста Исаака Оливера. Мастерс кончался предположительно в Лондоне в 1586 году, однако называются и другие даты, например, 1604 год.

## Галерея

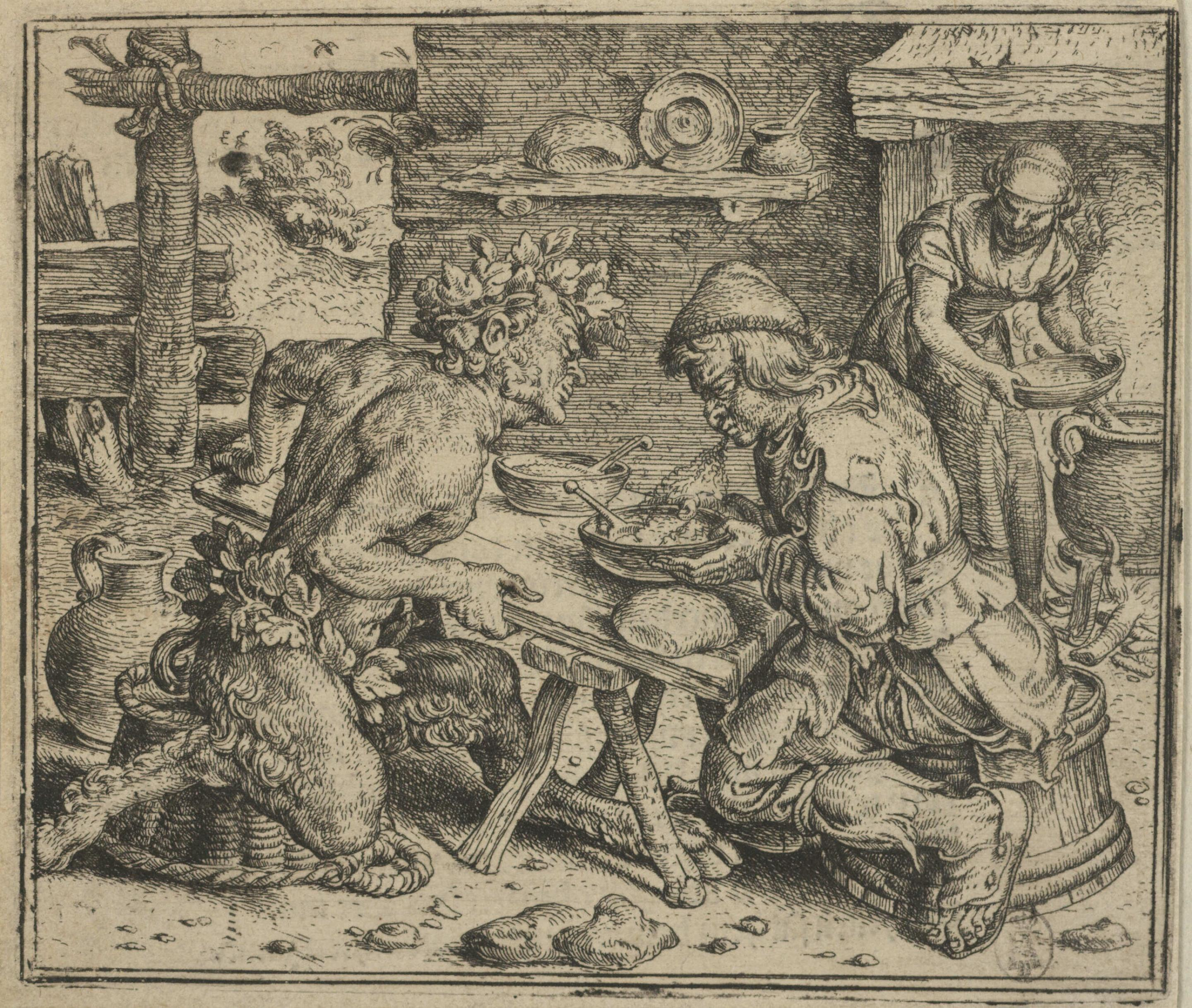
Сатир и крестьянин. Иллюстрация. 1567. Офорт
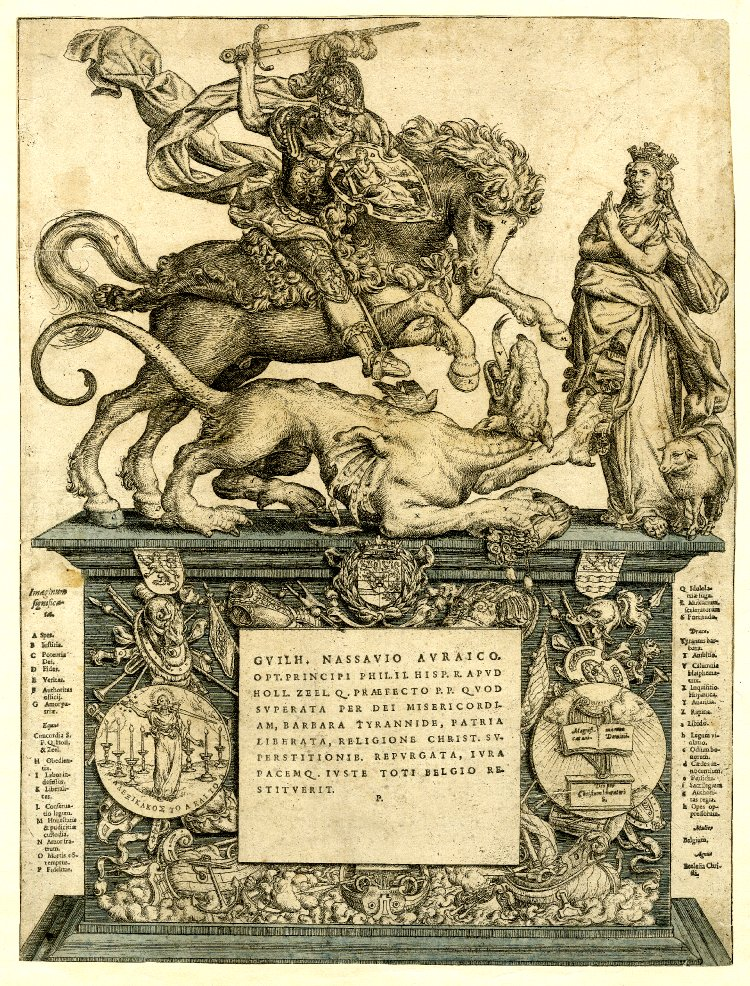
Статуя Вильгельма I в образе Святого Георгия на коне, убивающего дракона. Ок. 1577. Офорт, раскраска от руки. Британский музей, Лондон
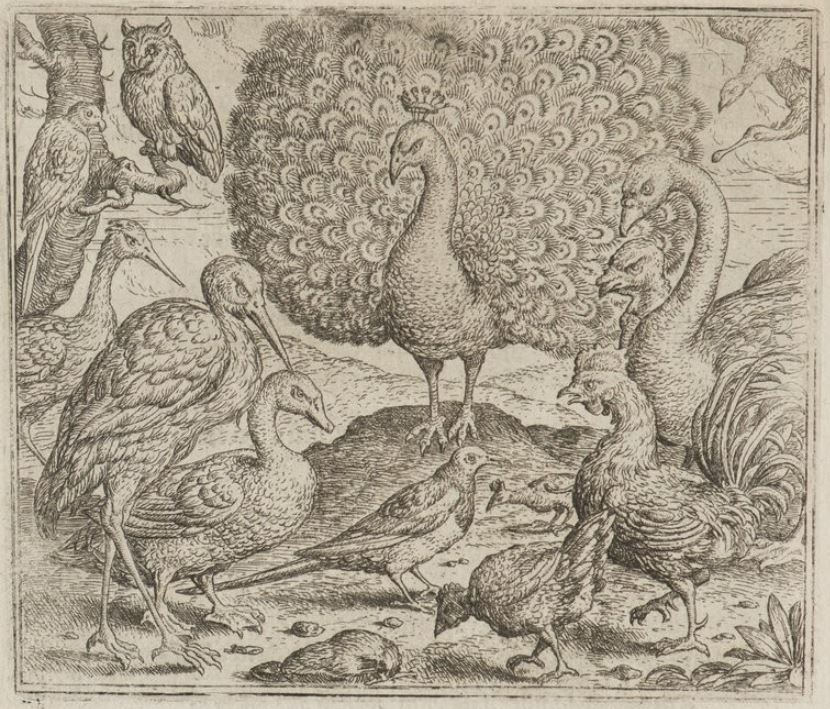
Павлин и сорока. 1567. Иллюстрация. Офорт
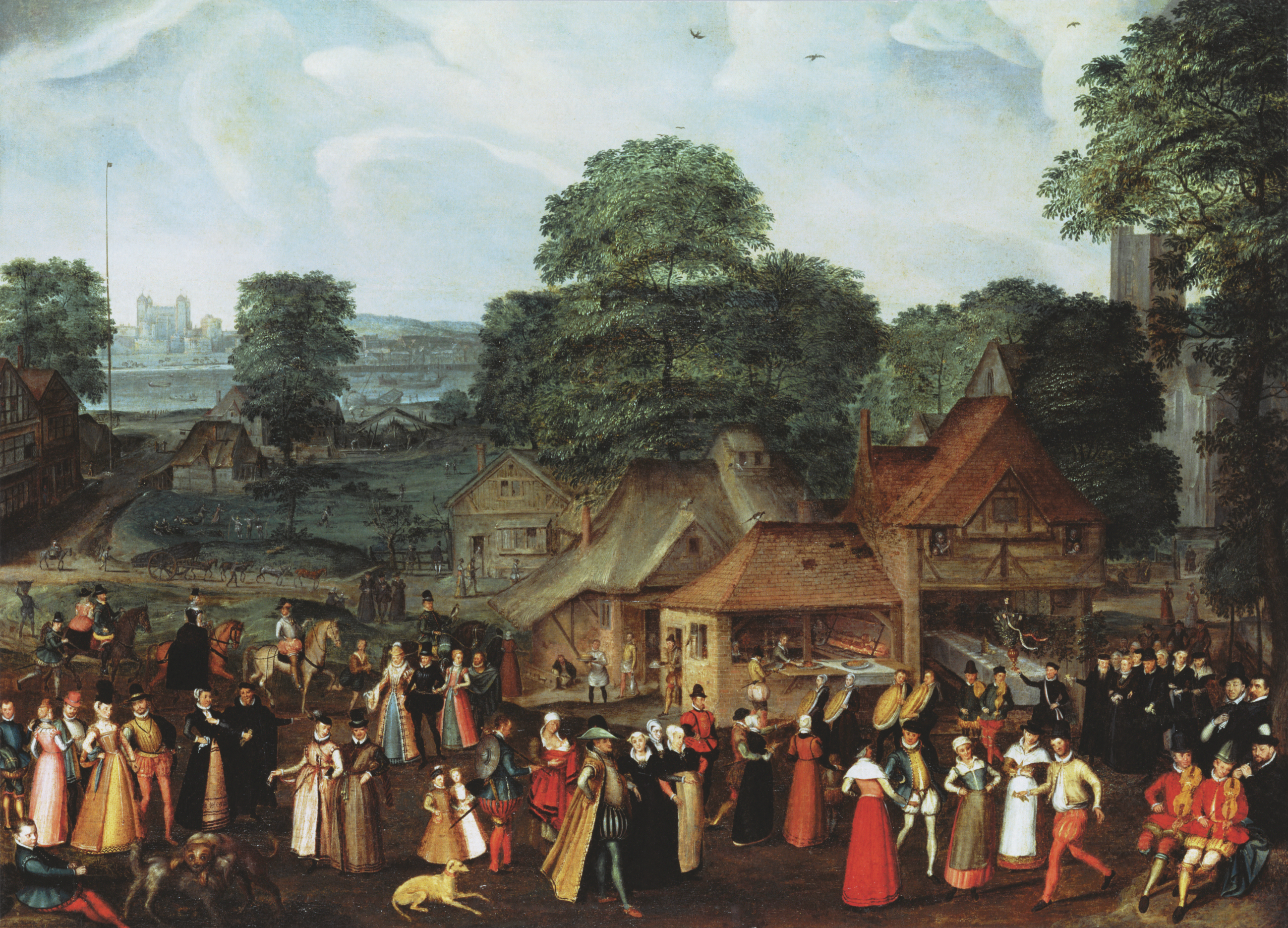
Праздник в Бермондси. Ок. 1571. Дерево, масло. Частное собрание
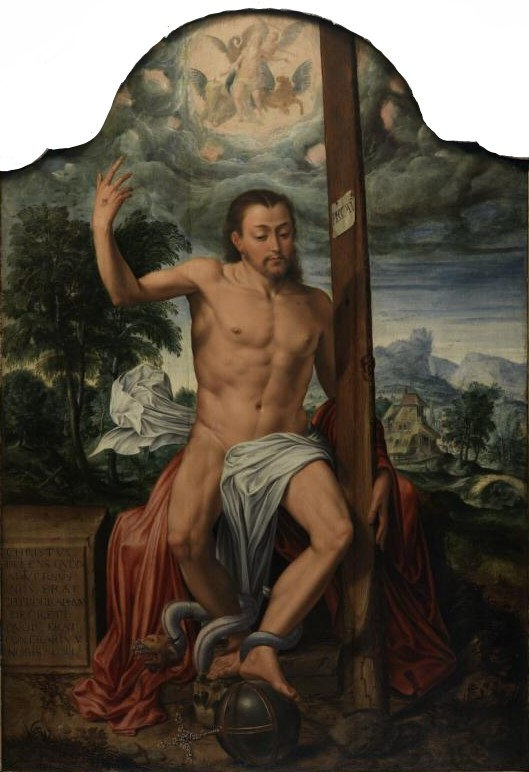
Христос Триумфатор. Между 1561 и 1595. Дерево, масло. Госпиталь Святого Иоанна, Брюгге
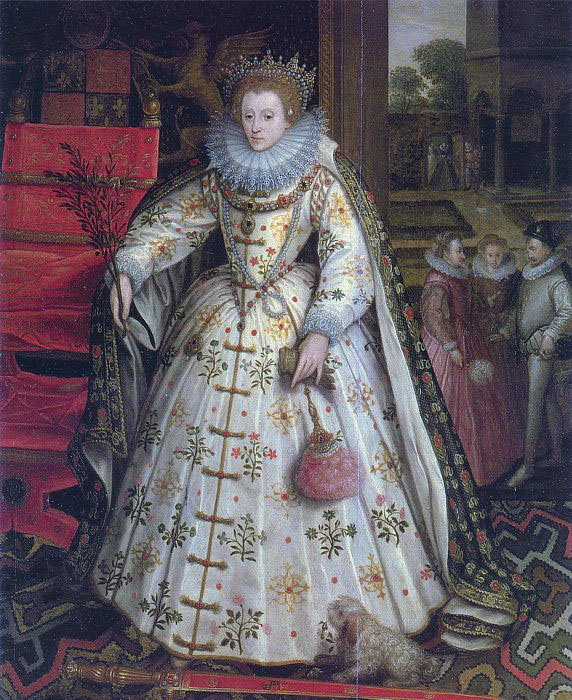
Портрет Елизаветы I (мирной). Между 1580 и 1585. Дерево, масло. Частное собрание
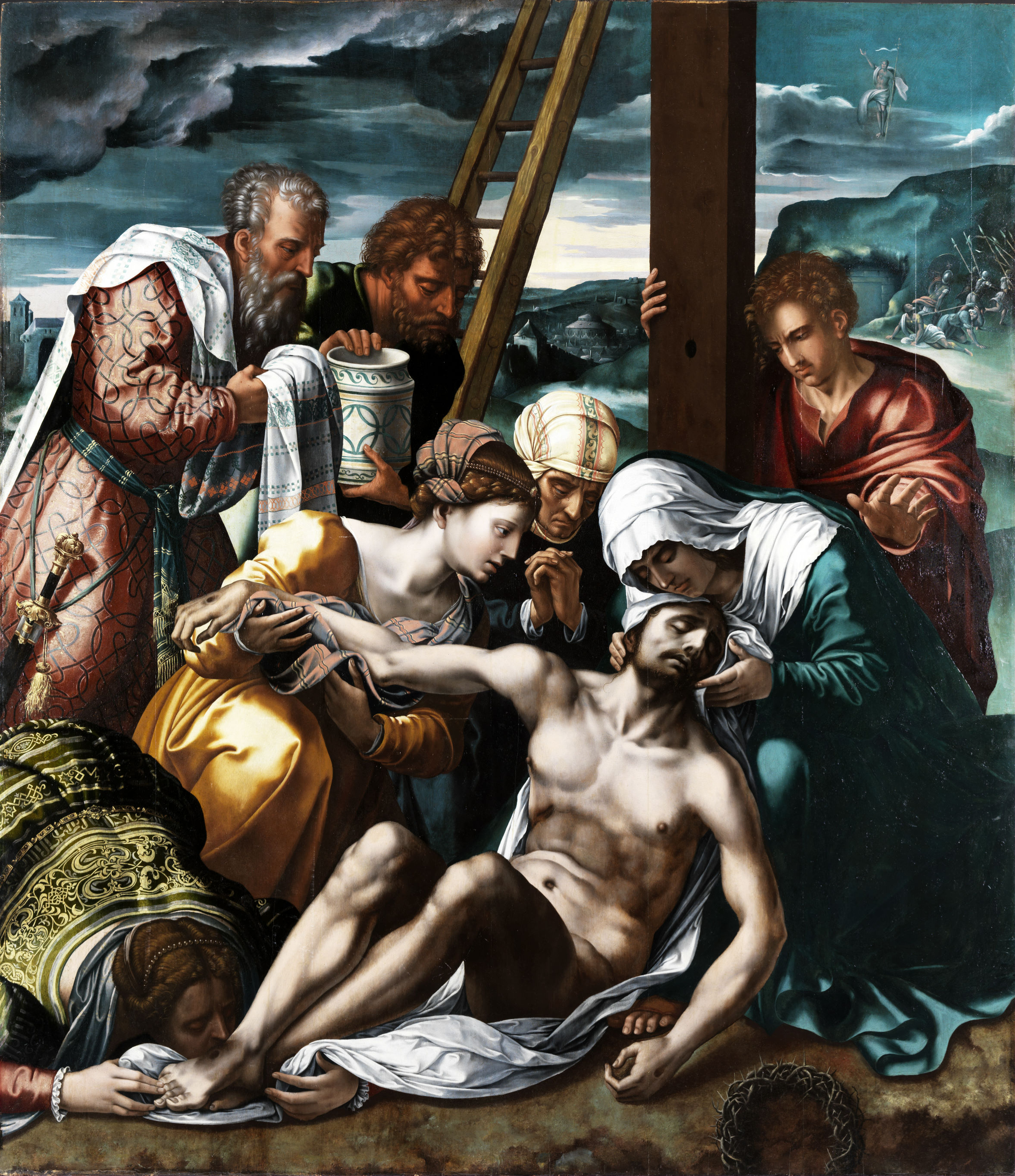
Оплакивание Христа. Между 1561 и 1595. Дерево, масло. Частное собрание
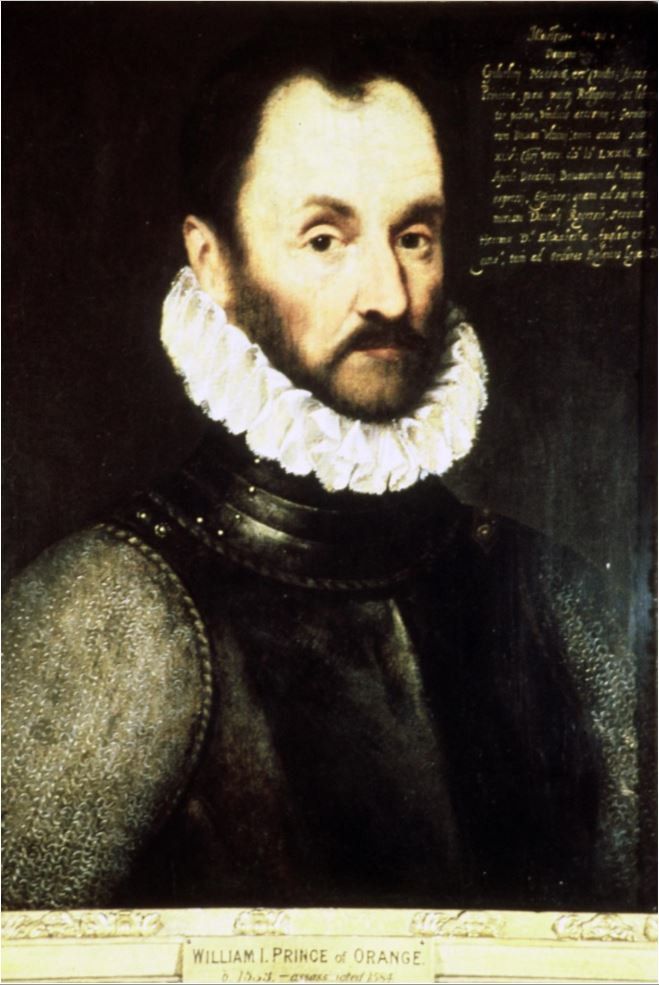
Портрет принца Вильгельма I Оранского. Ок. 1578. Дерево, масло. Замок Блэр, Перт-энд-Кинросс, Великобритания